# Juliabkommen
Juliabkommen byla smlouva mezi rakouským kabinetem kancléře Kurta Schuschnigga a německou vládou Adolfa Hitlera, uzavřená 11. července 1936 pod tlakem fašistické Itálie, která byla do té doby spojencem Rakouska, ale posílil se její vztah k Německu.
V této smlouvě Německo slíbilo uznat rakouskou suverenitu, nevměšovat se do vnitřních záležitostí Rakouska a zrušit hospodářské sankce z roku 1933 (tzv. Tausend-Mark-Sperre). Rakousko se zavázalo amnestovat vězněné nacisty, orientovat svou zahraniční politiku na politiku německou a jmenovat do vlády dva členy opozice (tj. nacisty). Schuschnigg nato jmenoval Edmunda Glaise-Horstenaua (1882–1946) ministrem bez portfeje a Guido Schmidta (1901–1957) státním sekretářem pro vnější vztahy. Rakouská politika se tím vydala „německou cestou“.